# Барберино-Валь-д'Ельса
Барберино-Валь-д'Ельса (італ. Barberino Val d'Elsa) — муніципалітет в Італії, у регіоні Тоскана,  метрополійне місто Флоренція.
Барберино-Валь-д'Ельса розташоване на відстані близько 220 км на північний захід від Рима, 28 км на південь від Флоренції.
Населення — 4384 особи (2014).

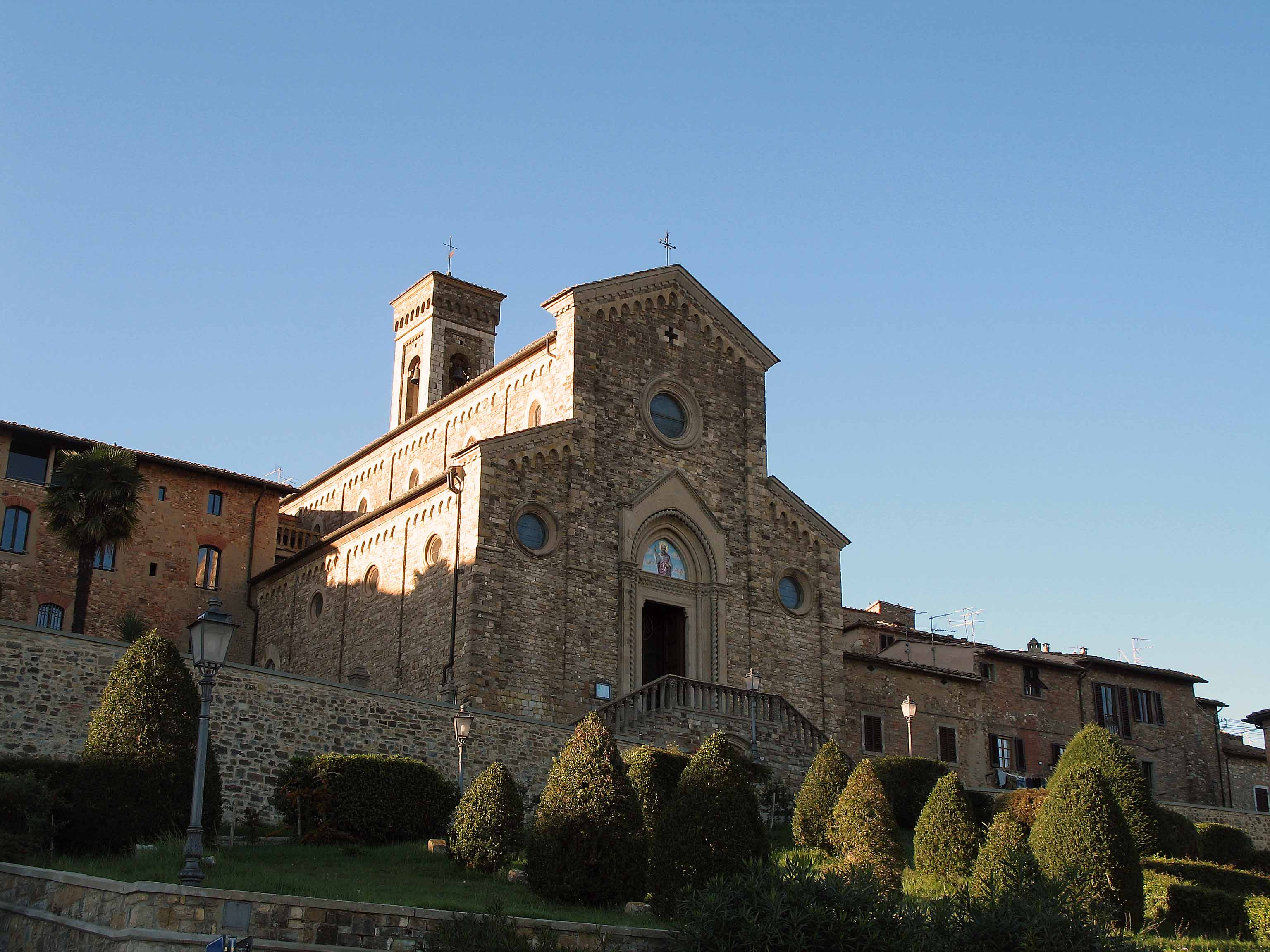

Щорічний фестиваль відбувається 24 серпня. Покровитель — святий Варфоломій.

## Демографія
Населення за роками:

Станом на 31 грудня 2014 року в муніципалітеті офіційно проживало 340 іноземців з 43 країн, серед них 161 громадянин країн Євросоюзу та 6 громадян України.

## Сусідні муніципалітети
- Кастелліна-ін-К'янті
- Чертальдо
- Монтеспертолі
- Поджбонсі
- Сан-Джиміньяно
- Таварнелле-Валь-ді-Пеза